# World Masterpiece Theater
World Masterpiece Theater (jap. 世界名作劇場, Sekai Meisaku Gekijō), kurz WMT, bezeichnet eine Reihe von Animeserien des Studios Nippon Animation, die zwischen 1974 und 1997 und wieder seit 2007 entstanden sind und auf Romanen basieren.

## Geschichte und Beteiligte
Als erstes Meisaku gilt oft Heidi, das noch vom Vorgängerstudio Zuiyō Eizō produziert wurde. Die Serie war international erfolgreich, sodass man weitere ähnliche Animes produzieren wollte, aber entstand unter hohen Kosten. Infolgedessen musste sich Zuiyō Eizō umstrukturieren und gründete Nippon Animation aus, das durch ein Sponsoring des Soft-Drink-Herstellers Calpis die Reihe World Masterpiece Theater begann. Das Studio selbst zählt erst die als erste mit diesem Sponsoring entstandene Serie Niklaas, ein Junge aus Flandern zur Reihe. In den folgenden Jahren wurde jährlich eine neue Serie auf Fuji TV ausgestrahlt, immer auf dem gleichen Sendeplatz. Sobald eine Serie abgeschlossen war, folgte in der nächsten Woche unmittelbar die nächste in der Reihe. 1979 endete das Sponsoring durch Calpis. Die Reihe war aber ausreichend etabliert, um fortgesetzt zu werden. 1993 erschien mit Tico, ein toller Freund eine Serie, die sich nicht auf die Vorlage eines Buchs stützte. Zugleich wurde die Anzahl der Folgen reduziert, da der Sender mehr Zeit für lukrativere Produktionen frei haben wollte. 1997 wurde die Reihe von Romanverfilmungen eingestellt, da die letzten beiden Serien Meiken Lassie und Ie Naki Ko Remi die Erwartungen nicht mehr erfüllten. Bei Remi waren die Einschaltquoten so niedrig, dass die Serie nach 23 Folgen abgebrochen wurde.
Anfang des 21. Jahrhunderts wurden zu den meisten der Serien auch Film-Zusammenschnitte auf DVD veröffentlicht. Dabei handelt es sich um technisch auf aktuellen Stand gebrachte Remakes. 2007 wurde sie mit Les Misérables: Shōjo Cosette wieder aufgenommen, die auf Fuji TVs Satellitensender BS Fuji ausgestrahlt wurden; lief aber nur bis 2009.
An der Reihe arbeiteten Anime-Größen wie Isao Takahata und Hayao Miyazaki mit. Auch wenn das Design zunächst von Miyazaki geprägt worden war, waren das Charakterdesign der Serien später meist Yoshifumi Kondō und Shūichi Seki zuständig. Auch Yoshiyuki Tomino, Kozo Kusuba, Yoshiharu Sato, Juichi Seki, Hiroshi Saitō und Seiji Endo waren regelmäßig beteiligt. Fast alle Produktionen wurden auch im deutschen Fernsehen ausgestrahlt.

## Serien
- 1975: Niklaas, ein Junge aus Flandern (Furandāsu no inu) – nach A Dog of Flanders von Ouida
- 1976: Marco (Haha o tazunete sanzen ri) – nach Cuore von Edmondo de Amicis
- 1977: Rascal, der Waschbär (Araiguma Rasukaru) – nach dem gleichnamigen Roman von Sterling North
- 1978: Perrine (Perīnu monogatari) – nach En Famille von Hector Malot
- 1979: Anne mit den roten Haaren (Akage no An) – nach Anne auf Green Gables von Lucy Maud Montgomery
- 1980: Tom Sawyers Abenteuer (Tomu Soyā no bōken) – nach Die Abenteuer des Tom Sawyer von Mark Twain
- 1981: Familie Robinson (Kazoku Robinson hyōryūki: Fushigi na shima no Furōne) – nach Der Schweizerische Robinson von Johann David Wyss
- 1982: Lucy in Australien (Minami no niji no Rushī) – nach Southern Rainbow von Phyllis Piddington
- 1983: Die Kinder vom Berghof (Arupusu monogatari watashi no Annetto) – nach Spuren im Schnee von Patricia St. John
- 1984: Das Mädchen von der Farm (Makiba no shōjo Katori) – nach Kleine standhafte Katri von Auni Nuolivaara
- 1985: Die kleine Prinzessin Sara (Shokojō Sēra) – nach Sara, die kleine Prinzessin von Frances Hodgson Burnett
- 1986: Wunderbare Pollyanna (Ai shōjo Porianna monogatari) – nach Pollyanna von Eleanor Hodgman Porter
- 1987: Eine fröhliche Familie (Ai no wakakusa monogatari) – nach Little Women von Louisa May Alcott
- 1988: Shōkōshi Cedie (keine deutsche Fassung) – nach Der kleine Lord von Frances Hodgson Burnett
- 1989: Peter Pan (Pītā Pan no bōken) – nach dem gleichnamigen Roman von J. M. Barrie
- 1990: Das Geheimnis von Daddy Langbein (Watashi no ashinaga ojisan) – nach Daddy Langbein von Jean Webster
- 1991: Die singende Familie Trapp (Torappu ikke monogatari) – nach Die Trapp-Familie von Maria Augusta Trapp
- 1992: Die Buschbabies – Im Land der wilden Tiere (Daisōgen no chiisana tenshi Busshu Beibī) – nach The Bushbabies von William Stevenson
- 1993: Missis Jo und ihre fröhliche Familie (Wakakusa monogatari Nan to Jō-sensei) – nach Little Men von Louisa May Alcott
- 1994: Tico – Ein toller Freund (Nanatsu no umi no Tiko)
- 1995: Die schwarzen Brüder (Romio no aoi sora) – nach der gleichnamigen Erzählung von Lisa Tetzner
- 1996: Meiken Lassie (keine deutsche Fassung)
- 1997: Ie Naki Ko Remi (keine deutsche Fassung) – nach Sans Famille von Hector Malot
- 2007: Les Misérables: Shōjo Cosette (keine deutsche Fassung) – nach Die Elenden von Victor Hugo
- 2008: Porphy no Nagai Tabi (ポルフィの長い旅, keine deutsche Fassung) – nach Porf lässt Marina nicht im Stich von Paul-Jacques Bonzon
- 2009: Konnichi wa Ann – Before Green Gables (keine deutsche Fassung) – nach Anne auf Green Gables – Wie alles begann von Budge Wilson

## Artbooks
- Yoshifumi Kondō: Futo furikaeruto: Kondō yoshifumi gabunshū, ISBN 978-4-19-860832-3.
- Seki: Character Design Wonderland, ISBN 978-4-487-80838-0.

## Rezeption und Wirkung
Im englischen Sprachraum war die Reihe nicht sehr bekannt, prägte aber das Bild von Anime in Europa bis in die 1990er Jahre, wo die meisten der Serien im Fernsehen gezeigt worden waren. WMT wurde zurecht bekannt als hochwertige Kinderunterhaltung, so die Anime Encyclopedia. Die wenigsten Zuschauer wussten aber damals, dass die Serien aus Japan stammten. Zugleich prägten die Serien wegen der Umsetzung in Limited Animation beim deutschen Publikum das Urteil von japanischer Billiganimation. Dabei, so die Zeitschrift MangasZene, seien die Serien nicht schlechter animiert als zeitgenössische westliche Produktionen und zeigten in Gestaltung, Hintergründe und im Gedächtnis bleibende Schlüsselszenen gesteckt worden sei. Die Animationen seien zwar einfacher und es werde mehr mit Standbildern gearbeitet, aber die vorhandenen Animationen seien flüssig. Die Bekanntheit zusammen mit der Ähnlichkeit der Designs zu denen des Studio Ghibli führte aber auch zu Irritationen bei westlichen Kritikern: Bei der Premiere von Prinzessin Mononoke waren manche entsetzt, dass die Figuren des anspruchsvolleren Films aussahen wie die aus den Kinderserien den WMT.